# Eric Berne

Eric Berne (ur. 10 maja 1910, zm. 15 lipca 1970) – amerykański psychiatra, twórca analizy transakcyjnej. Autor wielu publikacji zarówno naukowych, jak też o charakterze popularyzatorskim.
Urodził się w Montrealu jako Eric Leonard Bernstein, starsze z dwojga dzieci Davida Bernsteina i Sary Gordon. Jego rodzice byli pochodzenia żydowskiego. Wyemigrowali do Kanady z Polski oraz Rosji. Eric, podobnie jak jego ojciec, który zmarł w roku 1921 w wieku 38 lat na gruźlicę, ukończył studia na wydziale medycznym Uniwersytetu McGill. Dyplom lekarza medycyny otrzymał w roku 1935. Po studiach wyjechał do Stanów Zjednoczonych. W roku 1939 otrzymał amerykańskie obywatelstwo, a w 1943 roku zmienił nazwisko na Eric Berne.